# Новопавловське
Новопа́вловське (рос. Новопавловське) — село у складі Петровськ-Забайкальського району Забайкальського краю, Росія. Входить до складу Новопавловського міського поселення.

## Історія
Утворено 2013 року з частини селища міського типу Новопавловка.